# النقل في لبنان

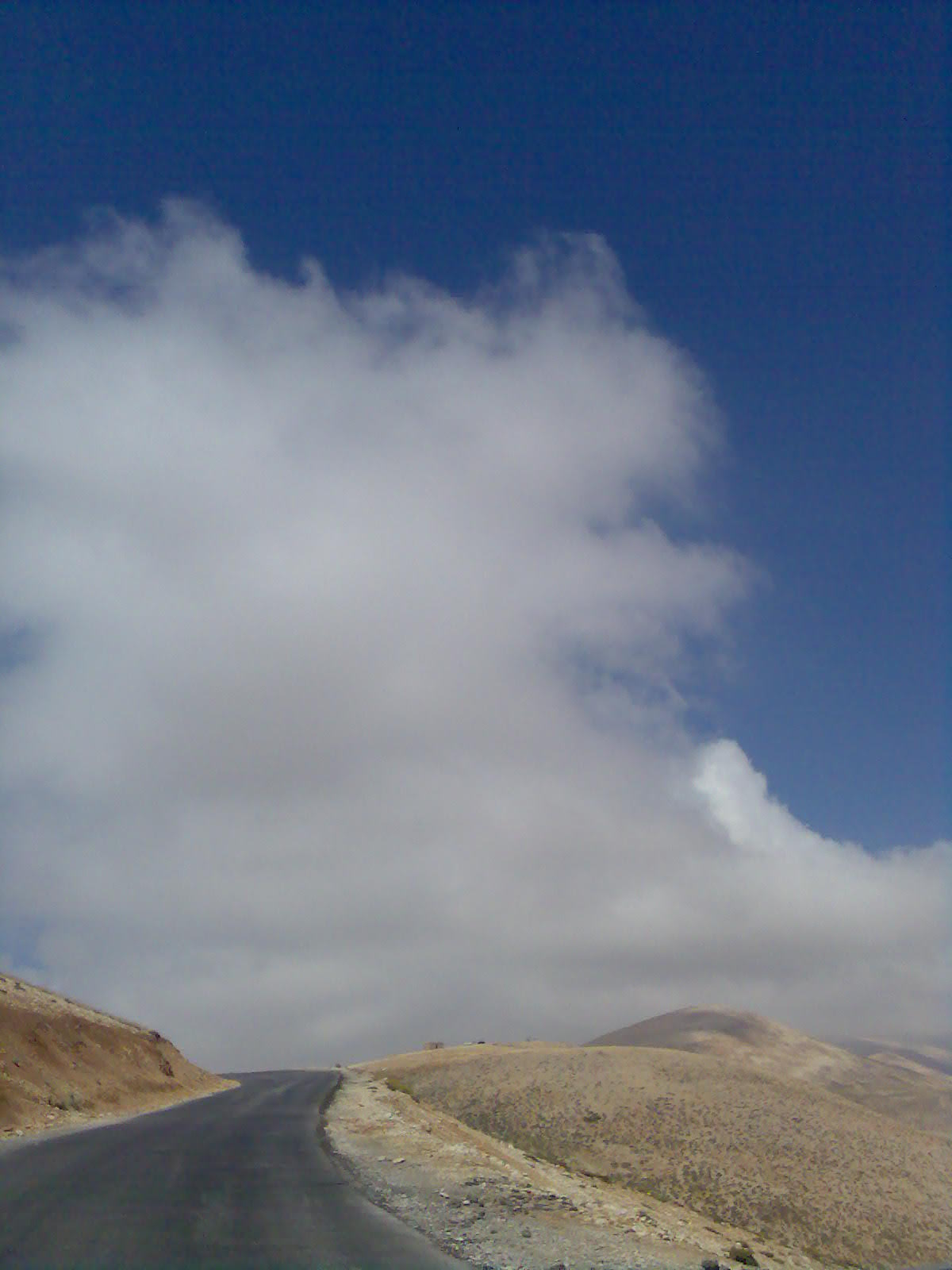
طريق جبلية في لبنان.

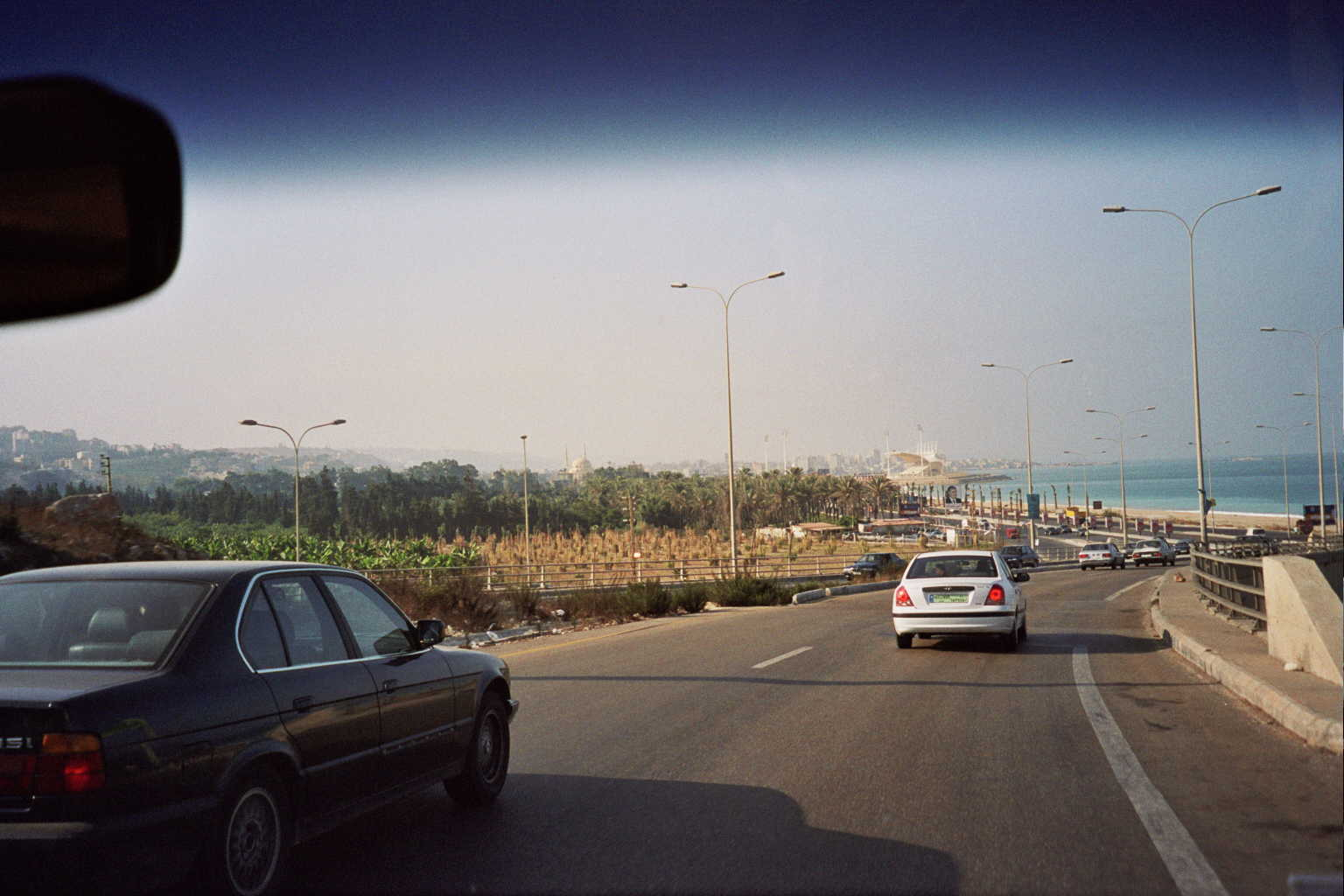
طريق سريع نحو جنوب لبنان

تتراوح نوعية البنى التحتية في لبنان من تلك الحديثة والمتطورة كتلك الموجودة في بيروت، وأبرز مثال عليها هو مطار بيروت رفيق الحريري الدولي، إلى الطرق غير المعبدة ذات الظروف السيئة في بعض القرى في محافظة لبنان الشمالي. كان للحرب الأهلية اللبنانية تأثير مدمر على البنى التحتية، لكن بعد انتهائها أعاد رئيس الوزراء السابق رفيق الحريري تأهيل جميع البنى التحتية حتى أصبحت قادرة على تأمين الخدمات للسكان.

## المواصلات داخل المدن

### الحافلات، الترامواي، والميكروباصات
تتصل بيروت بغيرها من المدن اللبنانية والمدن السورية الرئيسيّة، عن طريق الحافلات التي يتبع كل منها شبكة طرقات معينة في تنقله. وتتمركز الحافلات التي تنقل الركاب إلى شمال لبنان وسوريا في محطة شارل حلو الواقعة في شمال بيروت. وفي بيروت شركتين رئيسيتين تقدم خدمات النقل للمواطنين: الأولى هي الشركة اللبنانية للمواصلات (LCC)، وهي شركة خاصة تؤمن النقل بداخل المدينة وبعض الضواحي، وهي تتبع 10 طرقات رئيسيّة تغطي معظم المنطقة المركزية لبيروت. أما الشركة الثانية، فهي مصلحة سكك الحديد والنقل المشترك، وهي شركة عامّة، تتبع حافلاتها 12 خطّا رئيسيّا في المدينة. كذلك تُستعمل الميكروباصات في نقل الأفراد من بيروت إلى بعض البلدات والقرى والمدن اللبنانية.

ترامواي بيروت عام 1910.

وفي فترة سابقة، كان الترامواي أيضا يؤدي خدمة النقل بداخل المدينة، وقد جرى الاحتفال بتدشين خط الترامواي ببيروت في شهر سبتمبر سنة 1907 بمناسبة المولد السلطاني للعام الثامن والتسعين، وكان ذلك في عهد الوالي إبراهيم خليل باشا.، وتوقف العمل به في مايو 1964، بعد أن أصدرت الحكومة قرارها بذلك، وسيّرت الحافلات بدلا منه، بعد أن درّبت سائقي الترامواي على قيادة السيارات الجديدة.

### سيارات الأجرة والسرفيس

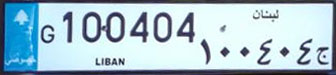
لوحة قيادة عادية للسيارات في لبنان، وفي حالة السيارات العمومية، تكون اللوحة مطلية باللون الأحمر، ويُكتب عليها "عمومي" بدلا من "خصوصي".

بالإضافة إلى الحافلات، التي تستخدمها طبقة واسعة من الشعب وخصوصا أبناء الطبقات الفقيرة بسبب التعرفة البخسة، تنتشر في بيروت سيارات الأجرة والسرفيس، والأخيرة عبارة عن أجرة أرخص بكثير من الأجرة العادية، وتعرفتها محددة مسبقا، وهي تصل حاليّا في بيروت إلى 2000 ليرة لبنانية، والغالب أن يستقل الناس سيارة الأجرة باعتبار أنها «سرفيس»، ولتفادي أي سوء تفاهم فقد جرت العادة على أن يخبر الراكب السائق بالمكان الذي يقصده، فإذا كان بعيدا تعتبر الأجرة عاديّة، وإن كان ضمن حدود المدينة تعتبر «سرفيس». تزوّد سيارات الأجرة في لبنان بلوحة قيادة خاصة حمراء اللون، يُكتب عليها عبارة «عمومي»، بالإضافة لإشارة الأجرة على سقفها، بما أن أصحاب السيارات غير ملزمين بطلي سياراتهم بلوم معين.

#### السرفيس
سيارات السرفيس هي سيارة أجرة بخسة التعرفة، لا يستقلها المرء قبل أن يُخبر السائق بوجهته، فإن وافق السائق وكان يتجه بذلك الإتجاه نقل الشخص إلى وجهته. بالإضافة لذلك يقوم السائق بنقل ركاب أخرى ن على طول الطريق بحال كانوا متجهين لمكان قريب من الذي يذهب إليه أو المكان ذاته، وينزل الركاب من هذا النوع من السيارات في الساحات العامة والشوارع الرئيسية، ونادرا ما يوصلهم السائق إلى مدخل المنزل أو العمل إن كان ذلك في أحد الأحياء الداخلية. إن تعرفة السرفيس الحالية تصل إلى 2000 ليرة لبنانية، وهي اليوم تعتبر قد ازدادت مقارنة بالسنوات السابقة، فمنذ حوالي 30 أو 35 سنة كانت الأجرة تصل إلى فرنك واحد، ثم أصبحت ربع ليرة لبنانية، وفي عقد التسعينات من القرن العشرين كانت قد أصبحت ألف ليرة، نظرا لتغير قيمة العملة اللبنانية، وحاليا وصلت إلى ماهي عليه بسبب غلاء سعر المحروقات.

#### الأجرة التقليدية
يُشار إلى سيارات الأجرة التقليدية في لبنان باسم «تاكسي»، وهي تختلف عن سيارات السرفيس بأن تعرفتها أعلى، حيث تصل إلى 8 آلاف ليرة لبنانية أو 10 آلاف في بعض الأحيان، أي أن الراكب يدفع التعرفة عن جميع الركاب الأخرى ن كي لا يُقل السائق أشخاص غيره، ولا فرق بين هذه السيارات والسرفيس من حيث الشكل، بل الراكب يتفق مع السائق قبل أن يصعد السيارة عمّا إذا كان يرغب أن يتنقل في «سرفيس» أو «تاكسي»، وفي العادة فإن النقل لخارج المدن بواسطة سيارة الأجرة يُعد دائما على أنه «تاكسي»، وبما أن هذه السيارات غير مزودة بعدادات، فإن الراكب يتفق مع السائق على التعرفة، التي يمكنها في هذه الحالة أن تزيد عن 10 آلاف ليرة، قبل أن يصعد السيارة.

#### خدمة الأجرة عبر الهاتف
تؤمن هذه الخدمة شركات نقل خاصة، وهذه الخدمة عبارة عن حجز مسبق لسيارة عبر الهاتف، لتنقل الراكب إلى موقع معين. وهذه السيارات لا تنقل ركاب متوقفين في الشارع، كما أنها غير مزودة بعدادات أيضا، لذا على الراكب الاتفاق مع السائق على التعرفة.

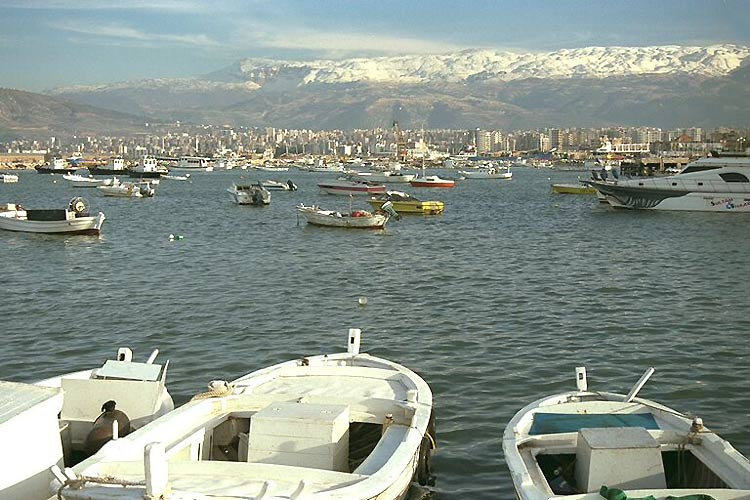
مرفأ طرابلس، وفيه عدد من المراكب والعبّارات الصغيرة التي تستخدم لنقل السواح إلى الجزر قبالة ساحل المدينة.

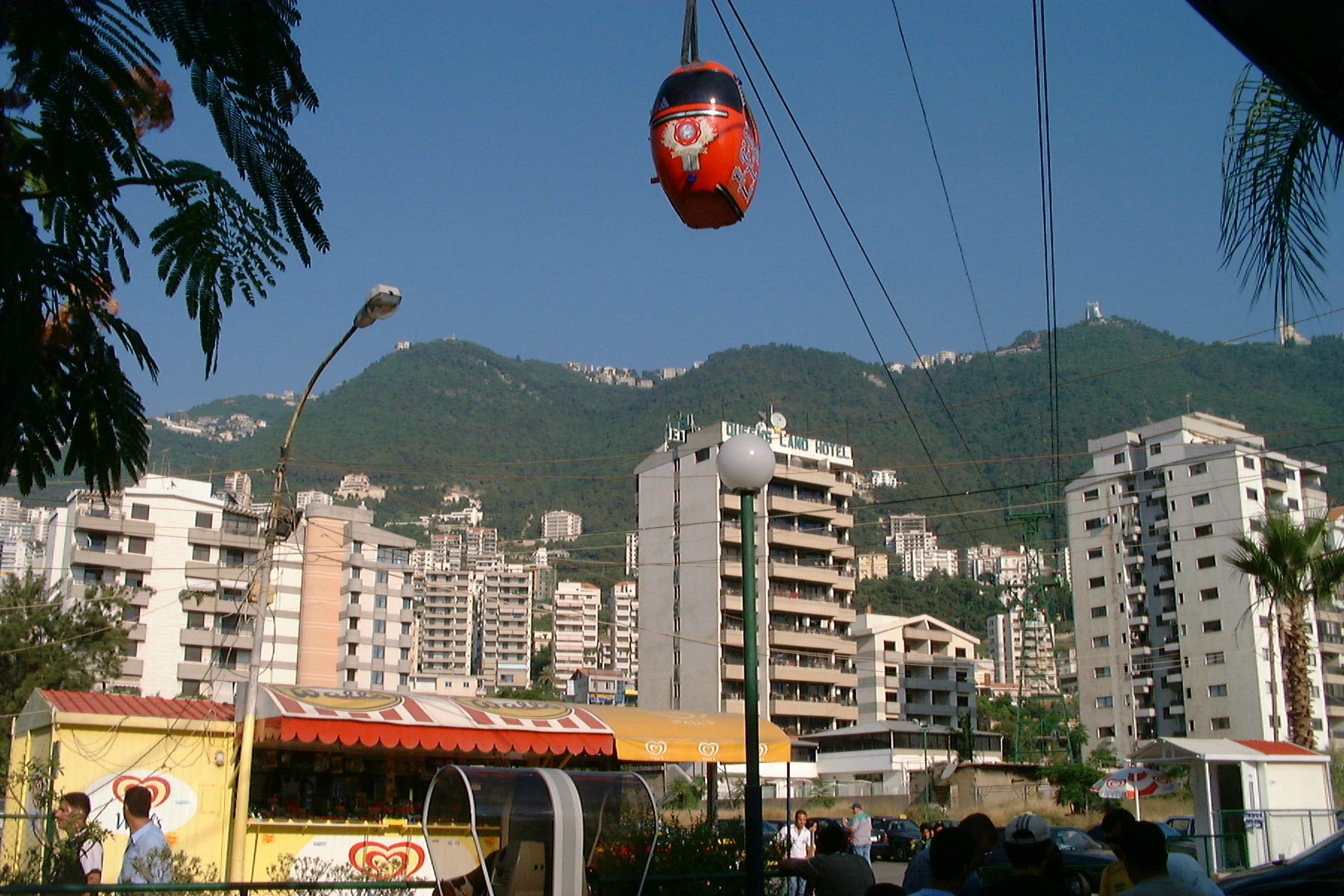
تلفريك جونية، ويبدو في الخلف الجبل حيث مزار سيدة لبنان.

### وسائل نقل أخرى
من أبرز وسائل المواصلات الأخرى المشهورة في لبنان، «التلفريك»، وهو عبارة عن مقصورة صغيرة كهربائية تنتقل عبر الأسلاك المعدنية. يوجد مركز التلفريك في لبنان بمدينة جونية شمال بيروت، وهو يعد معلما ومقصدا سياحيا أكثر منه وسيلة للنقل، حيث يصعد به الراغبون بزيارة المطاعم ومزار سيدة لبنان الواقع في منطقة حاريصا الكائنة في أعلى الجبل المطل على المدينة، وعلى الرغم أنه يمكن الوصل إلى هناك بالسيارة، فإن أكثرية الناس تفضل اختصار الوقت واستعمال التلفريك. كذلك هناك سفن وعبارات صغيرة تُستعمل من قبل بعض الناس كالصيادين مثلا في التنقل بين البلدات الساحلية والجزر والمدن في أحيان قليلة، وأبرزها تلك الموجودة في مدينة طرابلس والتي تُستعمل لنقل السواح إلى الجزر العديدة قبالة شاطئ المدينة، مثل جزيرة الأرانب ومحمية جزر النخيل.

## مواصلات خارجية

### المواصلات البحرية

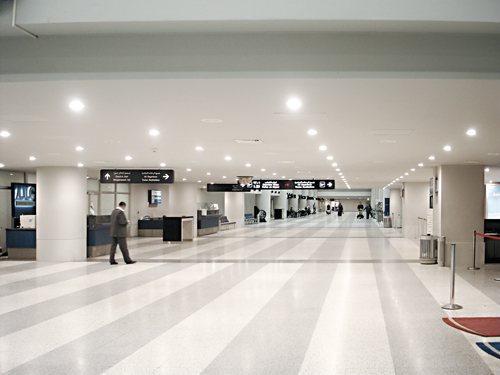
داخل مطار بيروت رفيق الحريري الدولي.

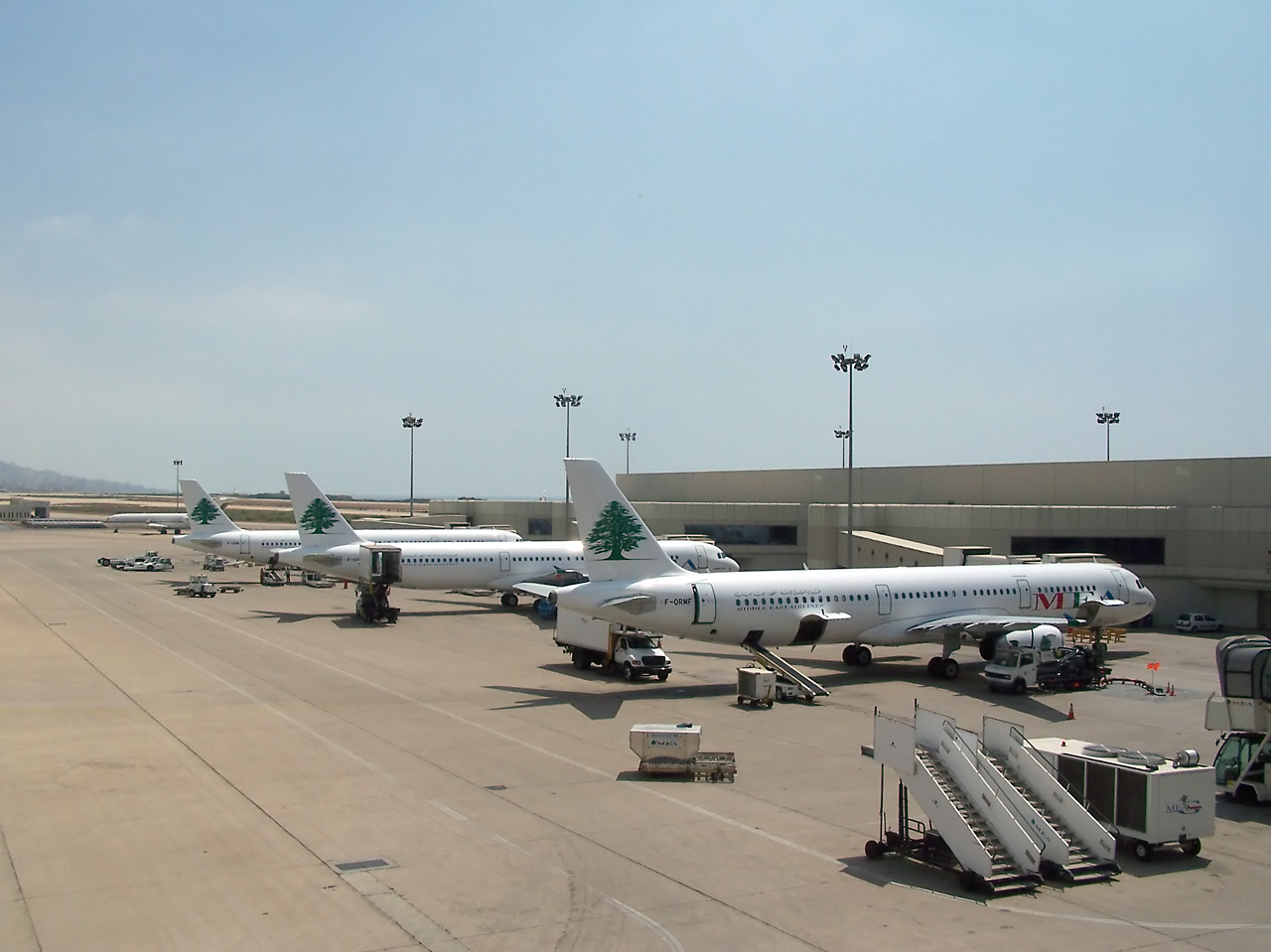
ثلاث طائرات إيرباص A321 تابعة لشركة طيران الشرق الأوسط اللبنانية.

إن مرفأ بيروت هو أكبر مراقئ لبنان وأحد أهم المرافئ الواقعة شرق البحر المتوسط، وهو فضلا عن استقباله المراكب والسفن التجارية، يستقبل العبّارات التي يمكن الانتقال فيها من وإلى قبرص والمرافئ اللبنانية الأخرى بالإضافة للمرافئ السورية والمصرية وغيرها من المرافئ المجاورة.

### المواصلات الجويّة
يقع مطار بيروت رفيق الحريري الدولي، الذي تمّ إعادة تأهيله مؤخرا، في الضاحية الجنوبية للمدينة، ويتصل بوسط العاصمة عبر طريق المطار. وقد تم افتتاحه عام 1954، وفي هذه الفترة كان يُعرف بمطار بيروت الدولي، وقد تعرض المطار على مر السنين لعدد من العوائق كان أبرزها الحرب الأهلية اللبنانية التي اوقفت جميع عمليات السفر تقريبا وأدت لتدمير منشآته وتوقفه عن العمل، وبعد انتهاء الحرب قام رئيس الوزراء آنذاك، رفيق الحريري بإعادة بنائه، وبعد استشهاد الأخير سُمي المطار على اسمه. يتعامل المطار مع 47 شركة طيران عربية وعالمية و 8 شركات شحن جوي.